# Gévrise Émane
Gévrise Émane (Yaoundé, 27 luglio 1982) è una judoka francese, vincitrice della medaglia di bronzo nella categoria 63 kg ai Giochi olimpici di Londra 2012.

## Palmarès
- Giochi olimpici

2012 - Londra: bronzo nei 63 kg.
- Campionati mondiali

2005 - Il Cairo: bronzo nella categoria fino a 70 kg.
2007 - Rio de Janeiro: oro nella categoria fino a 70 kg.
2011 - Parigi: oro nella categoria fino a 63 kg.
2013 - Rio de Janeiro: bronzo nella categoria fino a 63 kg.
2015 - Astana: bronzo nella categoria fino a 70 kg.
- Campionati europei

2006 - Tampere: oro nella categoria fino a 70 kg.
2007 - Belgrado: oro nella categoria fino a 70 kg.
2008 - Lisbona: bronzo nella categoria fino a 70 kg.
2011 - Istanbul: oro nella categoria fino a 63 kg.
2012 - Čeljabinsk: oro nella categoria fino a 63 kg.